# 南極座ξ
南極座ξ，又名CP-80 1055，HD 215573、SAO 258946、HR 8663，是南極座的一颗恒星，视星等为5.35，位于銀經309.03，銀緯-35.53，其B1900.0坐标为赤經22h 41m 3.3s，赤緯-80° -35.53′ 5″。